# Die Sachverständigen
Die Sachverständigen ist ein deutscher Spielfilm aus dem Jahr 1973. Es ist der Debütfilm von Regisseur und Drehbuchautor Norbert Kückelmann.

## Handlung
Der junge Jurist Matthias Mainzer ist ein Mensch, der ein ganz normales Leben führt. Er geht unscheinbar seiner Arbeit nach und ist die typische graue Maus aus der Masse der Großstadt. Eines Tages gerät er unverschuldet in eine Schlägerei und wird doch beschuldigt, Auslöser für diese Schlägerei gewesen zu sein. Die Polizeibeamten sorgen dafür, dass er in eine psychiatrische Klinik zur Untersuchung eingewiesen wird. Nun wird er mit zahlreichen juristischen und medizinischen Sachverständigen konfrontiert. Eine Spirale von abstrusen Urteilen, Maßnahmen und Diagnosen setzt sich in Gang. Mainzer gerät immer tiefer in den Sumpf und wird von den Sachverständigen ohne Gewaltanwendung gebrochen. Als zugrunde gerichteter Mann wird er schließlich wieder auf freien Fuß gesetzt. Doch Mainzer kann nicht wieder in sein normales Leben zurückkehren. Die psychischen Wunden, die die Sachverständigen ihm zugefügt haben, sitzen zu tief.

## Hintergrund
Norbert Kückelmann praktizierte, während er seinen ersten Film produzierte, schrieb und inszenierte, noch aktiv als Rechtsanwalt in München.

## Kritiken
- Lexikon des internationalen Films: Der Münchner Jurist und Filmemacher Kückelmann weist in seiner ersten Regiearbeit auf die Gefährdung des Individuums in einer bürokratisch organisierten Massengesellschaft hin. Eine geglückte Kombination aus Thesen- und Erzählkino, Dokumentation und Fiktion.[1]

## Auszeichnungen
Kückelmann zeigte seinen Film im Wettbewerb der Berlinale 1973 und gewann einen Silbernen Bären. 1973 erhielt er außerdem den Deutschen Filmpreis in der Kategorie Bester Film.